# L'Insaisissable (téléfilm, 2004)
Pour les articles homonymes, voir L'Insaisissable.
Pour plus de détails, voir Fiche technique et Distribution.
L'Insaisissable est un téléfilm français réalisé par Élisabeth Rappeneau et diffusé en 2004. Il dure 90 minutes.

## Synopsis
Antoine Fournier, huissier débutant de 25 ans, se rend chez Maxime Kovacs, un artiste peintre habitué aux acrobaties financières, afin de régler une histoire de découvert bancaire. Il est accueilli de manière plutôt brutale par la fille du peintre qui s'appelle elle-même... Maxime Kovacs. Entre Antoine et les Kovacs père et fille, le courant passe immédiatement. Le père, professionnel de l'insolvabilité, se régale en jouant le grand jeu à ce jeune huissier un peu naïf, dont le charme et la sensibilité ne laissent pas Maxime fille indifférente...

## Fiche technique
- Réalisation : Élisabeth Rappeneau
- Scénario : Jean-Guy Gingembre et Michel Martens
- Musique : Pierre Adenot
- Date de diffusion : 10 avril 2004 sur France 3

## Distribution
- Pierre Arditi : Maxime Kovacs, le père
- Delphine Rich : Caroline Meaulnes
- Michaël Cohen : Antoine Fournier
- Élodie Navarre : Maxime Kovacs, la fille
- Éric Prat : Lambert
- Yves Pignot : Langevin
- Charlie Nelson : Guy Panet
- Emmanuel Depoix : Ledoux